# Batalha (Piauí)
Pour les articles homonymes, voir Batalha.
Batalha est une municipalité brésilienne située dans l'État du Piauí.